# یواس‌اس لوبوک (ای‌پی‌ای-۱۹۷)
یواس‌اس لوبوک (ای‌پی‌ای-۱۹۷) (به انگلیسی: USS Lubbock (APA-197)) یک کشتی بود که طول آن ۴۵۵ فوت ۰ اینچ (۱۳۸٫۶۸ متر) بود. این کشتی در سال ۱۹۴۴ ساخته شد.